# Jeison Murillo
Jeison Fabián Murillo Cerón (Cali, 30 de junho de 1992) é um futebolista colombiano que joga como zagueiro. Atualmente está no Al-Shamal.

## Clubes
Defendeu o Granada, que o emprestou ao Cádiz e Las Palmas. Em julho de 2015 a Internazionale o contratou por cinco temporadas.

## Seleção Colombiana
Estreou pela Seleção Colombiana principal em 10 de outubro de 2014 em partida amistosa contra El Salvador.

## Títulos
Barcelona
- Campeonato Espanhol: 2018–19

### Individual
- Copa América de 2015: Jovem Jogador e Time do Torneio[2]